# Елізабет Фейнлер
Елізабет Джослін «Джейк» Фейнлер (англ. Elizabeth Jocelyn Feinler; 2 березня 1931, Вілінг, Західна Вірджинія, США) — американська науковиця в галузі інформатики та інтернету. Від 1972 до 1989 року — директорка Мережевого інформаційного центру в Стенфордському дослідному інституті, де було встановлено другий вузол IMP для мережі ARPANET.

## Життєпис
Фейнлер народилася у Вілінгу (Західна Вірджинія, США) і закінчила Західний вільний коледж штату. Перша в сім'ї відвідувала коледж. Вступила до аспірантури з біохімії до університету Пердью, проте, через фінансове становище, вирішила відкласти захист дисертації на рік або два і пішла працювати в службу хімічних даних (при Американському хімічному товаристві) в Колумбусі (штат Огайо). Працювала з великою кількістю хімічних даних та зацікавилася систематизацією. 1960 року дізналася про вакансію в Каліфорнії в Дослідницькому інституті при Стенфордському Університеті, її заяву прийняли. Спочатку в інституті займалася збором даних та пошуком літератури.
Працювала у відділі літературного пошуку до 1972 року, коли Дуглас Енгельбарт запросив її приєднатися до наукового центру ARC (англ. Augmentation Research Center). До 1974 року була головною науковицею в розробці запуску нового Мережевого інформаційного центру для ARPANET. Центр був призначений для надання користувачам, що спочатку зв'язувалися листами або телефоном, інформації про людей, організації. Потім він почав реєструвати імена, надавати контроль вузлів, аудиторську інформацію, інформацію щодо рахунків та розподіляти запити на відгуки (RFC). Разом зі Стівом Крокером, Джонатаном Постелом та Джойсом Рейнольдсом розробили RFC як офіційний набір технічних записів для ARPANET і пізніше для Інтернету.
Завдяки Фейнлер існують сучасна система імен доменів (.com, .gov, .org). 1989 року перейшла на роботу в НАСА до Дослідницького центру Еймса.
1996 року вийшла на пенсію та 2010 року опублікувала історію Мережевого інформаційного центру. 2012 року увійшла до Зали слави Інтернету.